# Daniel el Trapella
Daniel el Trapella o Daniel el revoltós, Dennis the Menace en angles és una tira còmica i un personatge de ficció, es va publicar per primera vegada el 12 de març de 1951, creada, escrita i il·lustrada originalment per Hank Ketcham. Amb un debut en 16 diaris i va ser distribuït originalment per Post-Hall Syndicate. Més tard escrit i dibuixat pels antics assistents de Ketcham, Marcus Hamilton (entre setmana, des de 1995), Ron Ferdinand (diumenges, des de 1981) i el seu fill Scott Ketcham (des de 2010), i es distribueix a almenys 1.000 diaris de 48 països i el King Features Syndicate en 19 idiomes.

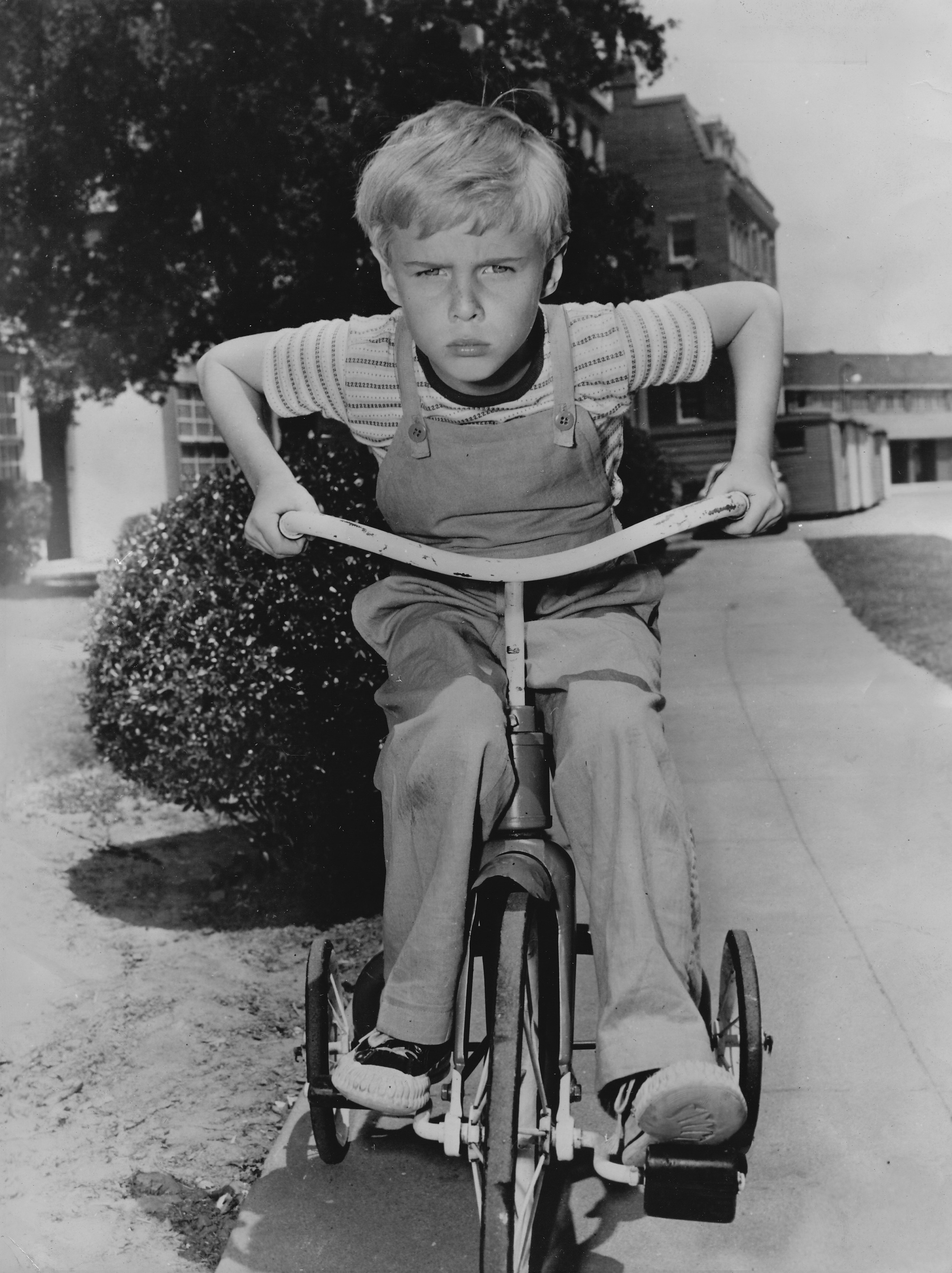
El personatge a una sèrie de TV

## Trajectòria editorial i artística
L'argument de la sèrie és la d'un nen molt extravertit que li costa molt poc de crear grans embolics, especialment amb els seus pares, Henry i Alice Mitchell, els seus veïns George i Martha Wilson, també són víctimes de les trapelleries de l'infant.
En els inicis, el 12 de març del 1951 es publicava diàriament com a tira còmica, el 1952 es va començar a publicar com a pàgina dominical passant a tenir les característiques de còmic.
Basat en la tira còmica, se n'han fet dues sèries: l'una entre 1959 i 1963, i l'altra entre 1986 i 1988. També se n'han fet quatre pel·lícules "Dennis the Menace: Dinosaur Hunter" (1987), Daniel, el trapella (1993), "Daniel el trapella hi torna" (1998), i "Daniel el trapella i l'esperit de Nadal" (2007).